# Verde doncella
Verde doncella és una pel·lícula de comèdia espanyola del 1968 dirigida per Rafael Gil Álvarez amb un guió de Rafael J. Salvia en base a una obra d'Emilio Romero Gómez, i protagonitzada Sonia Bruno, Juanjo Menéndez i Antonio Garisa.

## Sinopsi
Un milionari corrupte, l'home de la maleta, fa una proposta a uns nuvis, Laura i Moncho, que són a punt de casar-se: rebran una fortuna si consenten que el nuvi sigui substituït en la nit de noces. Això els farà entrar en una espiral d'esdeveniments inesperats.

## Repartiment
- Sonia Bruno - Laura
- Juanjo Menéndez - Moncho
- Antonio Garisa - Home de la maleta
- Mary Paz Pondal - Conchita
- Julia Caba Alba - Mare de Laura
- Rafael López Somoza - Pare de Laura
- Venancio Muro - Martínez
- Manuel Alexandre - Don Manuel
- Erasmo Pascual - Venedor del pis
- Goyo Lebrero - Venedor de tabac
- José María Tasso - Fotògraf
- Pedrín Fernández - Jefe del taller
- Mario Morales - Grum
- Alfredo Santacruz - Comissari

## Premis
Als Premis del Sindicat Nacional de l'Espectacle de 1968 Juanjo Menéndez va guanyar el premi al millor actor principal.